# عرجون
عرجون یک منطقهٔ مسکونی در سوریه است که در Al-Qusayr واقع شده‌است.

## خصوصیات
عرجون ۲٬۴۶۵ نفر جمعیت دارد.